# Virginia Cherrill
Virginia Cherrill (n. 12 aprilie 1908, Carthage⁠(d), Illinois, SUA – d. 14 noiembrie 1996, Santa Barbara, California, SUA) a fost o actriță americană cel mai cunoscută pentru interpretarea fetei nevăzătoare din filmul lui Charlie Chaplin din 1931, Luminile orașului.

## Luminile orașului
Charlie Chaplin a intervievat mai multe actrițe pentru a o juca pe fata oarbă, dar nu a fost impresionat de nici una. În timpul vizionării unui film cu femei care fac baie pe plaja din Santa Monica, a dat din întâmplare peste Virginia Cherrill. Cherrill l-a salutat și l-a întrebat dacă i se poate oferi șansa să lucreze cu el. După o serie de audiții neconvingătoare ale altor actrițe, Chaplin a invitat-o în cele din urmă să dea o probă. Ea a fost prima actriță care a jucat în mod subtil și convingător rolul oarbei în fața aparatului de înregistrat din cauza miopiei sale, prin urmare Cherrill a semnat un contract la 1 noiembrie 1928.  Producția a început cu prima scenă de la standul de flori, unde Micul vagabond o întâlnește pentru prima dată pe fata oarbă cu flori. Scena a durat câteva săptămâni pentru a fi filmată, iar Chaplin a început sa aibă dubii privind distribuția actriței Cherrill în film. Câțiva ani mai târziu, Cherrill a spus: "Nu mi-a plăcut niciodată de Charlie și el nu m-a plăcut niciodată". În autobiografia sa, Chaplin și-a asumat responsabilitatea pentru tensiunile dintre cei doi, dând vina pe stres. "Am lucrat cu o stare nevrotică datorată dorinței mele de a găsi perfecțiunea", și-a amintit el. Filmarea scenei a continuat până în februarie 1929 și din nou timp de zece zile la începutul lunii aprilie, până când Chaplin s-a hotărât să lase această scena deoparte pentru a fi filmată mai târziu.
În noiembrie, Chaplin a început să lucreze din nou cu Cherrill în unele dintre scenele mai puțin dramatice cu fata cu flori. În timp ce aștepta de câteva luni să joace în scenele ei, Cherrill s-a plictisit și s-a plâns lui Chaplin de acest lucru. În timpul filmării unei scene, Cherrill l-a întrebat pe Chaplin dacă ar putea pleca mai devreme deoarece are o programare la coafor. Chaplin a concediat-o imediat pe Virginia Cherrill și a înlocuit-o cu Georgia Hale, co-vedeta filmului Goana după aur. Chiar dacă lui Chaplin i-a plăcut de aceasta la probele de filmare și-a dat seama că a filmat deja prea multe scene cu fata cu flori și nu a mai dorit să le refacă cu o altă actriță. Chaplin a luat-o în calcul și pe actrița de șaisprezece ani Violet Krauth, dar nu a discutat despre această idee cu asociații săi. În cele din urmă, Chaplin a reangajat-o pe Cherrill pentru a termina filmul Luminile orașului. Ea a cerut și a obținut o majorare de 75 de dolari pe săptămână.

## Filmografie
| An   | Titlu                          | Rol                    | Not                                 |
| ---- | ------------------------------ | ---------------------- | ----------------------------------- |
| 1928 | The Air Circus                 | Extra                  | Uncredited                          |
| 1931 | City Lights                    | Blind Girl             |                                     |
| 1931 | Girls Demand Excitement        | Joan Madison           |                                     |
| 1931 | The Brat                       | Angela                 |                                     |
| 1931 | Delicious                      | Diana Van Bergh        |                                     |
| 1933 | Fast Workers                   | Virginia               |                                     |
| 1933 | The Nuisance                   | Miss Rutherford        |                                     |
| 1933 | He Couldn't Take It            | Eleanor Rogers         |                                     |
| 1933 | Charlie Chan's Greatest Case   | Barbara Winterslip     |                                     |
| 1933 | Ladies Must Love               | Bill's Society Fiancée |                                     |
| 1934 | White Heat \| \|Lucille Cheney |                        |                                     |
| 1934 | Money Mad                      | Linda                  |                                     |
| 1935 | What Price Crime               | Sandra Worthington     |                                     |
| 1935 | Late Extra                     | Janet Graham           |                                     |
| 1936 | Troubled Waters                | June Elkhardt          | (ultimul ei rol de final)           |
| 1983 | Unknown Chaplin                | Rolul ei               | Mini-Serie TV documentar , 1 episod |

## Legături externe
- Virginia Cherrill la Internet Movie Database

## Vezi și
- Listă de actori americani
- Listă de oameni din statul Illinois